# Norbert Zbigniew Mędlewski
Norbert Zbigniew Mędlewski (ur. 28 maja 1939 w Poznaniu, zm. 26 września 2011) – polski operator dźwięku.
Laureat Nagrody za dźwięk w filmie Głosy na Festiwalu Polskich Filmów Fabularnych w Gdańsku w 1981.

## Filmografia
jako operator dźwięku:
- Ręce do góry (1967)
- Bułeczka (1973)
- Zdjęcia próbne (1976)
- Roman i Magda (1978)
- Kung-fu (1979)
- Głosy (1980)
- Sezon na bażanty (1985)
- Och, Karol (1985)
- Kogel-mogel (1988)
- Ostatni prom (1989)
- Galimatias czyli kogel-mogel II (1989)
- Śmierć dziecioroba (1990)
- Pogrzeb kartofla (1990)
- Zwolnieni z życia (1992)
- Jańcio wodnik (1993)
- Miasto prywatne (1994)
- Szabla od komendanta (1995)
- Grający z talerza (1995)
- Deszczowy żołnierz (1996)
- Gniew (1998)
- Krugerandy (1999)
- Głośniej od bomb (2001)